# علم أكتواري
العلم الاكتواري أو علم حسابات التأمين أو علم إحصائيات التأمين (بالإنجليزية: Actuarial science)‏ هو مبحث علمي يَستخدم الطرق الحسابية والإحصائية لتقدير حجم المخاطر في قطاع التأمين والصناعات المالية. و الاكتواريون هم هؤلاء الأشخاص المؤهلون من حيث التعليم والخبرة في هذا المجال.
تضم العلوم الاكتوارية تضم عدداً من المواضيع ذات العلاقة، بما في ذلك الاحتمالات والحساب والإحصاء والتمويل والاقتصاد وبرمجة الحاسوب. ولعل جداول الحياة والوفاة التي تستخدمها شركات التأمين على الحياة هي أشهر تطبيقات هذا العلم. وقد شهد هذا العلم تغيراتٍ ثورية خلال العقود القليلة الماضية مع انتشار الحواسيب فائقة السرعة والدمج الحاصل بين النماذج الاكتوارية مع النظرية المالية الحديثة.
واليوم فإن العديد من الجامعات لديها برامج دراسية جامعية وعليا في العلم الاكتواري، خصوصاً وأن بعض الدراسات تشير إلى أهمية وظائف الاكتواريين وتزايد الطلب عليهم في المستقبل، حيث يوجد طلب على هذا التخصص سواء في شركات التأمين والبنوك والمؤسسات المالية ومؤسسات التأمين الاجتماعي والمعاشات وصناديق التقاعد وشركات الاستثمار أو حتى في مجالات لا علاقة لها بالقطاع الاقتصادي والمالي ولكنها تتطلب تقديم تقديرات لحجم المخاطر المحتملة.

## وصلات خارجية
- دراسة العلوم الاكتوارية في الجامعات الأسترالية